# وی دبلیو آر
وی‌دبلیوآر (به انگلیسی VWR) یک شرکت آمریکایی در زمینه توزیع و فروش محصولات آزمایشگاهی با بیش از ۱۲۰۰۰۰۰ کالا و ۲۵۰ هزار مشتری در آمریکای شمالی و کانادا است. این شرکت با سابقه ۱۶۰ ساله در بیش از ۲۵ کشور دارای دفتر و نماینده بوده و کل پرسنل آن بیش از ۸۰۰۰ نفر در کل دنیا است. این شرکت به صورت سهامی عام بوده و سهام آن در بورس نزدک عرضه می‌شود. دفتر مرکزی این شرکت در پنسلوانیا قرار دارد.